# Лошадиная голова Вальдгирмеса
Лошадиная голова Вальдгирмеса (Голова лошади из Вальдгирмеса) — археологическая находка, найденная в 2009 году в поле недалеко от города Вальдгирмеса в одном из регионов земли Гессен — Центральный Гессен.
Предположительно часть древнеримской конной статуи, созданной около 2000 лет назад. Считается одной из важных археологических находок в Германии.

## История находки
Голова лошади, являющаяся фрагментом неизвестной скульптуры, находилась на глубине 11 метров под землей в обрушившейся шахте колодца спрятанной в деревянной бочке и была обнаружена в ходе археологических раскопок бывшего на этом месте римского поселения.
Хорошо сохранившаяся бронзовая позолоченная голова имеет длину 59 см и вес около 15 кг. На её реставрацию было потрачено около 75 000 евро. Во время восстановительных работ, которые длились около года, голова лошади была очищена от продуктов коррозии бронзы, к её поверхности тщательно прикреплена позолота. После этого на скульптуру было нанесено защитное покрытие из акриловой смолы.
Археологи предполагают, что голова лошади принадлежала конной статуе, поскольку помимо головы были найдены левая ступня и кусок уздечки. В течение многих лет собственник участка и земля Гессен вели судебную тяжбу — владелец имел право на вознаграждение, которое окружной суд Лимбурга установил в размере 821 000 евро. Первоначально землевладелец получил только 48 000 евро, но затем ему была присуждена компенсация в размере 773 000 евро.
С 19 августа 2018 года голова лошади представлена в экспозиции Замка Заальбург (входит в состав музея Archäologischen Landesmuseums Hessen). С 7 ноября по 17 декабря 2018 года голова лошади была показана в Берлине в здании Martin-Gropius-Bau на выставке Bewegte Zeiten. Archäologie in Deutschland, которая проходила в рамках Европейского года культурного наследия.